# Rabdomiosarcom
Rabdomiosarcomul, abreviat RMS, este o tumoare malignă cu tendința de a se diferenția spre celula musculară striată. De fapt, este o tumoare malignă mezenchimală sau epitelială (rinichi, plămin, uter, sân, ovar) ce prezintă parțial diferențiere mioblastică. Rareori RMS se poate diferenția condroid sau osteoid. Este caracterizat printr-un aspect histologic variat, ce merge de la celule rotunde nediferențiate până la mioblaști în diverse faze de diferențiere.
Există 3 varietăți de RMS în funcție de aspectul macroscopic și histologic:
- RMS embrionar
- RMS alveolar
- RMS pleomorf

Cel  mai frecvent tip de RMS este cel embrionar, urmat de cel alveolar. RMS pleomorf este mai frecvent la virsta adultă, dar este un sarcom foarte rar.

## Frecvență, sex, vârstă
RMS nu este rar. Reprezintă aproximativ 20% din sarcoamele țesuturilor moi. Este cel mai frecvent sarcom al țesuturilor moi la pacienți cu vârsta sub 20 de ani.
RMS are predilecție pentru sexul masculin, în special copii si tineri.
RMS embrionar are cea mai mare frecventă de la naștere pină spre 15 ani, varianta alveolara domină la virsta de 10-25 de ani iar cea pleomorfa domină la vârsta adultă și înaintată.

## Localizare
Zonele cele mai afectate sunt, in ordine descrescătoare, capul (orbitele), gâtul, regiunea uro-genitală (vezica, funiculul spermatic, prostata, vaginul), canalele biliare, retroperitoneul, mușchii trunchiului și mușchii membrelor. La nivelul membrelor intilnim 20-25% din numărul total al RMS. De aceea, pacientul trebuie examinat de mai mulți specialiști: pediatru, chirurg pediatru, ORL-ist, oftalmolog, urolog, chirurg generalist si ortoped.
RMS embrionar predomină la nivelul capului și gâtului, la nivelul tractului urinar si in retroperitoneu.
RMS alveolar predomină la nivelul membrelor.
RMS pleomorf predomină la nivelul membrelor, în special al coapselor.
RMS localizat la nivelul membrelor este întâlnit aproape cu aceeași frecvență atât la nivelul membrului superior (în special antebraț și mână), cât și la nivelul membrului inferior (în special la nivelul piciorului).

## Diagnostic clinic
RMS crește rapid, distruge și invadează tesuturile vecine. De aceea el devine palpabil sau vizibil la suprafața pielii (orbită, antebraț, picior, gambă, mâna) sau în cavitățile mucoase (vezica urinară, vagin, uretră). De obicei nu ajunge la dimensiuni prea mari pentru că devine palpabil sau vizibil.
RMS nu este dureros, cu exceptia situațiilor când comprimă un nerv.

## Diagnostic radiologic
RMS nu are semne specifice radiologice. Uneori tumoarea poate eroda osul vecin, în special la nivelul craniului, antebrațului, mâinii și piciorului. De cele mai multe ori nu apar calcificări intratumorale.
Arteriografia: poate evidenția vascularizația bogată, element comun oricărei tumori maligne.
Limfografia: este utilă atunci când sunt bănuite metastaze limfonodale.

## Diagnostic RMN
Este investigația cea mai importantă. Evidențiază localizarea, volumul, limitele si relația RMS cu țesuturile vecine.

## Diagnostic scintigrafic
Ajută la identificarea metastazelor osoase.

## Diagnostic anatomopatologic
A. Macroscopic
RMS este o masă tumorală unică, uneori plurilobulată, în general de consistență moale datorită prevalenței componentei celulare și apariției cu timpul a unor arii mixoide si chistice.
Culoarea variază de la gri-palid la brun deschis, cu arii necrotic-hemoragice. Limitele se disting greu datorită înfiltrării în țesuturile vecine.
Când RMN crește spre o cavitate mucoasă (tract biliar, vezica urinară, uretra, vagin) ia un aspect polipoid, comparat cu un ciorchine de strugure.
B. Microscopic:
1) RMS embrionar: 
aspectul microscopic variază de la un caz la altul. Examenul microscopic evidențiază:
- celule nediferențiate, rotunde, mici, hipercromice, cu nucleu rotund-ovalar cu 1-2 nucleoli și membrana nucleară evidentă, ce predomină printre câteva arii cu celule diferențiate. Este aspectul întâlnit cel mai frecvent.
- celule diferențiate suficient de multe ca să dea tumorii aspect de mușchi fetal.
- arii cu densitate celulară mare ce alternează cu arii cu celule imprăștiate intr-o masă mixoidă.
- celule dispuse dezordonat, printre care pot fi observate fibre reticulare și colagene sărace.
Pleomorfismul celular este considerabil. Sunt observate mitoze numeroase.
2) RMS alveolar: este format din celule mici, rotund-ovalare, nediferențiate sau slab diferențiate, dispuse în insule sau alveole și demarcate prin benzi de fibre colagene dense, sub forma unei plase. În interiorul alveolelor, există capilare dilatate. Celulele periferice ale fiecărei alveole aderă la peretele colagen inconjurător, în timp ce celulele centrale se desfac unele de altele și fluctuează în lumen. În alveole există și celule gigante, multinucleate.
3) RMS pleomorfic: este o tumoare cu celule foarte variate: celule globuloase, fuziforme, celule gigante și in rachetă.

## Diagnostic pozitiv
Se bazează pe recunoașterea rabdomioblastelor: celule mici, rotund-ovalare, nediferențiate sau slab diferențiate, hipercromice.

## Diagnostic diferențial
Diagnosticul diferențial este dificil și trebuie făcut cu alte tumori cu celule mici și rotunde:
1) sarcomul Ewing
2) neuroblastomul: în cazul neuroblastomului lipsește colagenul
3) neuroepiteliomul
4) limfomul malign: și în cazul limfomului lipsește glicogenul
5) melanomul malign
6) carcinoamele cu celule mici (la adult)
7) histiocitomul fibros malign: el trebuie diferențiat în special de RMS pleomorfic. RMS pleomorfic are mai multe fibre colagene.

## Evoluție
RMS evoluează rapid și agresiv.
După excizia chirurgicală inadecvată și fară terapie adjuvantă, tendința la metastazare este mare.
Frecvența în ordine descrescătoare a metastazelor este următoarea: plăminii, nodulii limfatici, scheletul, organele interne și creierul.
Metastazele în nodulii limfatici pot apărea devreme.

## Prognostic
În prezent, tratamentul combinat (chirurgie, iradiere și chimioterapie) asigură supraviețuirea la 5 ani postoperator la aproape 80% din cazuri, dacă nu existau metastaze în momentul operației.
RMS alveolar are un prognostic mai rău decit RMS embrionar.
Localizarea tumorii la nivelul membrelor, unde domină ca frecvență RMS alveolar, are deci un prognostic mai rău.
Gradul de diferențiere histologică și vîrsta nu au valoare prognostică.

## Clasificarea pe stadii
Grupul American pentru Studiul RMS a propus un sistem de clasificare în 4 stadii:
- stadiul I: tumoarea localizată, extirpabilă chirurgical  în totalitate (excizie largă), N0, M0.
- stadiul II: tumoarea reziduală microscopic, după excizia chirurgicală și/sau N1. M0.
- stadiul III: tumoarea reziduală macroscopic, după excizia chirurgicală incompletă (excizie intralezională).
- stadiul IV: M1.
Acest sistem de clasificare se bazează pe CT, scintigrafia scheletului, limfografie, biopsia sistematică a nodulilor limfatici regionali, pe studiul macroscopic și histologic al marginior tumorii rezecate.

## Tratament
Tratamentul trebuie să cuprindă:
1) chimioterapia preoperatorie
2) excizia chirurgicală largă, inclusiv a nodulilor limfatici regionali
3) în cazul în care excizia nu a fost largă, este indicată radioterapia postoperatorie locală în partea tumorii primare și a nodulilor limfatici cu 4000-6000 r.
4) chimioterapia postoperatorie, în toate cazurile, pe o durată de 2 ani, cu polichimioterapie: vincristina, actinomicina D, ciclofosfamida și adriamicina.